# Nøgne Ø
Nøgne Ø, "Det Kompromissløse Bryggeri" er et mikrobryggeri i Grimstad, syd i Norge. Bryggeriets navn, "Nøgne Ø" er inspireret af Terje Vigen, et digt af Henrik Ibsen, hvor handlingen foregår ved Grimstad.

## Historie
Aktieselskabet blev stiftet af Gunnar Wiig og Kjetil Jikiun i efteråret 2002. Produktionen startede i små lokaler, men blev i 2005 flyttet til det tidligere vandkraftværk Rygene Kraftstasjon på grænsen til Arendal kommune, til bedre og mere effektive produktionslokaler. De erfarne håndbryggere ville bevise, at det var muligt at brygge mere spændende og bedre øl, end det, man i Norge kan købe i konsumforretninger og hos Vinmonopolet. Bryggeriet havde det første år en produktion på kun 30 000 liter øl. Produktionen er steget støt, i takt med flere udvidelser af bryggeriet. Danmark var det første land, som Nøgne Ø blev eksporteret til, tilbage i 2004. I de senere år har produktionen været betydeligt større, og ca. 50% af produktionen eksporteres til Danmark, Sverige, Finland, Storbritannien og USA.
I 2010 startede bryggeriet produktion af den japanske risvin sake som første og eneste i Europa.

## Bryggeri
Alt øl er ikke – pasteuriseret og indeholder derfor levende gær. Det giver et fyldigt øl og lang holdbarhed. Bryggeriet Nøgne Ø brygger øl, ved at øllet får anden gangs gæring på flaske. Der tilsættes ikke kulsyre, idet denne produceres under den eftergæring, der sker på flasken.

## International anerkendelse
I januar 2007 rangerede det amerikanske netsted "RateBeer.com" Nøgne Ø som nummer 44 af verdens bedste bryggerier og som nummer 12 i Europa. I 2010 har Nøgne Ø 12 af de 20 bedste norske øl samme sted, de tre bedste inkluderet. Nøgne Ø er også hædret med
- Guld for sin Dark Horizon og sølv for sin Porter under World Beer Cup 2008
- Pris for bedste øl og for bedste mikrobryggeri under Australian International Beer Awards 2010

## Oversigt over øl fra Nøgne Ø
| - #100 (Brygg nummer 100, og et jubilæumsøl for opløsningen af unionen mellem Norge og Sverige i 1905) - Amber Ale - Andhrimnir Barley Wine - Asian Pale Ale - Bitter - Blonde - Brown Ale - Brun - Dobbel IPA - Havre Stout - Imperial Stout - Imperial Brown Ale - India Pale Ale (IPA) - Pale Ale - Porter - Saison - Wit - Dugges Sahti | De foranstående brygges året rundt. De følgende er sæsonbryg der er produceret ved bryggeriet Nøgne Ø: - Aku Aku Lemon (laseret 2009) - Dark Horizon 1st edition (lanseret 2007) - Dark Horizon 2nd edition (lanseret 2008) - Dark Horizon 3rd edition (lanseret 2010) - Red Horizon edition (lanseret 2010) - Sweet Horizon edition (lanseret 2010) - Special Holiday Ale (2009) - Julesnadder - God Jul (Julebryg) - God Jul Islay Edition - Imperial Stout Highland Edition - Julenatt (2004-2006) - Underlig Jul - God Påske (Påskebryg) - Trippel (2003 – 2004) - Weiss (2003) - Beyond the Pale Ale (2006) - Kos på Groos(2008) - Le Vanilla Framboise Porter - Sunturnbrew - Tangerine Dream (2008) - Tiger Trippel - Tyttebær - Ut På Tur (2008) |